# Volley Masters Montreux 2006
XVIII Volley Masters Montreux kobiet odbył się w 2006 roku w Montreux w Szwajcarii. W turnieju wystartowało 8 reprezentacji. Mistrzem po raz czwarty została reprezentacja Brazylii.

## Klasyfikacja końcowa
| Miejsce | Reprezentacja |
| ------- | ------------- |
|         | Brazylia      |
|         | Chiny         |
|         | Kuba          |
| 4.      | Włochy        |
| 5.      | Niemcy        |
| 6.      | Japonia       |
| 7.      | Rosja         |
| 7.      | Polska        |